# 大內氏
大內氏是日本一個武家氏族，在守護大名時代，擁有周防國領地，家紋為大內菱。大內氏是少數並非由源平藤橘演化的大名，他們自稱祖先為百濟國聖明王第3太子琳聖太子；琳聖太子到達周防國的多多良濱之後，改姓多多良。1152年（弘平2年），首次有文獻紀錄提及多多良氏，當時多多良氏已成為周防權官，有相當的勢力，在盛房時代改姓大內。
在日本戰國時代，大內氏控制九州北部以及中國地方的西部，但大内義隆底下的重臣陶晴賢發動政變，推翻義隆並扶養大內義長即位。晴賢主張與毛利氏交戰，但戰況不利，晴賢在嚴島之戰戰死後，大內氏滅亡。雖然大內輝弘借助大友氏的力量，曾一度佔據周防國，但很快被毛利氏調動部隊擊敗。
此外大內氏支流山口氏是大內義弘次男大內持盛的後代，在江戶時代是牛久藩主。

## 當主

### 多多良氏
1. 多多良正恒
2. 多多良藤根
3. 多多良宗範
4. 多多良茂村
5. 多多良保盛
6. 多多良弘真
7. 多多良貞長
8. 多多良貞成

### 大内氏
1. 大内盛房
2. 大内弘盛
3. 大內滿盛
4. 大内弘成
5. 大內弘貞
6. 大内弘家
7. 大内重弘
8. 大内弘幸
  - 大内長弘
9. 大内弘世
  - 鷲頭弘直
10. 大內義弘
  - 大内弘茂
11. 大内盛見
12. 大内持世
  - 大内持盛
13. 大内教弘
14. 大内政弘
  - 大内教幸
15. 大內義興
  - 大内隆弘
16. 大內義隆
  - 大内晴持
  - 大內義尊
17. 大內義長（別名：大友晴英）
  - 大內輝弘